# Korda Sándor (filmrendező)
Korda Sándor (Sir Alexander Korda) (Pusztatúrpásztó, 1893. szeptember 15. – London, 1956. január 23.) magyar származású filmrendező és producer, a brit filmipar egyik meghatározó alakja és a London Films(en) brit filmstúdió alapítója.

## Élete

### Gyermek- és fiatalkora
Korda Sándor, aki az ugyancsak a filmiparban dolgozó Korda Zoltán és Korda Vince bátyja, Kellner Sándor László néven látta meg a napvilágot zsidó családban, Kellner Henrik gazdatiszt és Weisz Ernesztina gyermekeként. Túrkevén végezte az elemi iskolát, s mivel a család Pusztatúrpásztón élt, bentlakásos iskolába kellett járniuk. Hétfő reggel jött értük egy szekér, amely elvitte őket az iskolába, majd péntek este hazavitte őket. Miután egy szemfertőzés következtében sokdioptriás szemüveget kellett hordania, a későbbiekben felmentették a háború alatti katonai szolgálat alól. A forgatókönyveket és a könyveket is nagyon közel tartva magához tudta olvasni. Korda gyerekkorában írónak készült, meg sem fordulhatott a fejében a filmezés, hisz azt még épphogy feltalálták. Mondhatjuk, hogy Korda egyidős a filmmel: ő 1893-ban született, a Lumière fivérek pedig 1895-ben vetítettek először. Korda még 13 éves sem volt, amikor az apja vakbélgyulladásban váratlanul meghalt. A család támasz és jövedelem nélkül maradt, ezért el kellett hagyniuk Pusztatúrpásztót. Kecskemétre költöztek a nagyapjukhoz, aki nagyon szigorú volt. Időnként szíjjal verte a gyerekeket. Ebben az időben még az ilyen neveltetés elfogadott volt, de a gyerekeket apjuktól soha nem érte fizikai bántalmazás. Kordának elege lett, és nem habozott sokat, elhagyta Kecskemétet és elindult Budapestre, hogy megvalósítsa az álmait. Az első időkben távoli rokonoknál húzta meg magát. 1908-tól 1911-ig a Madách Imre Gimnázium diákja volt,[forrás?] majd a Mester utcai Kereskedelmi iskolába járt, itteni kedvenc jeligéjéből (Sursum corda – „Emeljétek fel szíveteket!") származik későbbi vezetékneve. Amint lehetősége nyílt rá, felhozatta a családját Pestre. Mióta apjuk meghalt, átvállalta a családfő szerepét, s ezt a feladatát mindig is nagyon komolyan vette. Tanulóéveiben még többet olvasott, mint régebben. Filmes pályája kezdetén irodalmi műveket filmesített meg, mint például: Jókai Mór: Az arany ember című művét, vagy Babits Mihálytól a Gólyakalifát.

### Pályája
Fiatal éveiben újságírással foglalkozott, először a Független Magyarország párizsi tudósítója lett, azután a filmekkel foglalkozó újságokba kezdett írni. 1912-ben, 19 évesen már filmelméleti cikkek sorát publikálta a Mozgófénykép Híradóban, a Világ (1911–1918) című napilap filmkritikusa volt, és 1918-ig több filmlap (pl. Pesti Mozi, A mozi és a Mozihét) szerkesztője volt. 1914-től filmrendezőként is dolgozott, első filmje A becsapott újságíró. 
A Janovics Jenő által Kolozsvárott alapított filmgyár, a Corvin, 1916-ban a világ hetedikként megnyitott filmgyára volt. Az alapító Kordát tette meg főrendezőjéül, kapcsolatuk kezdetére így emlékezett 1936-ban: "A pesti Newyork kávéház hideg márványasztalánál álmodozott a fiatal, nyurga Korda valami szerény megélhetést biztosító ujságírói alkalmaztatásról, amikor vonatra ültettem és levittem Kolozsvárra filmrendezőnek évi 18.000 korona fix fizetéssel. (...) S ma? Korda Sándorban az angol nemzeti filmgyártás megteremtőjét ünnepli öt világrész közönsége."
Korda 1917 áprilisában Pásztory M. Miklóssal megvette a Corvin Filmgyárat, majd még ugyanabban az évben megalapították Pesten is a "Corvin-filmgyár és filmkereskedelmi r.-t." nevű vállalkozásukat. Ez, a Róna utcánál megvásárolt terület a magyar filmgyártás fellegvárává lett több mint száz esztendeig, itt mind a mai napig forognak filmek; Corvin után hívtak Hunniának, majd Mafilmnek; mára a Nemzeti Filmintézet része. A filmes vállalkozás anyagi szempontból sem volt rossz befektetés, egymilliós alaptőkéjüket 1918-ra két és fél millió, majd 1919-re nyolc millió koronára emelték. Korda rendezte az egyik első, külföldön is bemutatott magyar filmet, a Fehér éjszakákat. Magyarországról történő távozása (1919) előtt már 25 film rendezése fűződött a nevéhez.
A Magyarországi Tanácsköztársaság idején Korda direktóriumi tag, a filmgyártás művészeti vezetője volt. A tanácsköztársaság bukása után későbbi felesége, Korda Mária azzal mentette meg életét, hogy kivitte Bécsbe. 1921. március 1-jén Budapesten, az Erzsébetvárosban kötöttek házasságot. Ezek után Korda Bécsben folytatta pályafutását, ahol megrendezte többek között: Herren der Meere (A tenger urai) című filmet 1922-ben. Bécsben azonban csupán két évig maradt. 1923-ban Berlinbe költözött, ahol szintén nem éltek sokat a feleségével. 1927-ben azért mentek el Berlinből Hollywoodba, amelyet ebben az időben kezdték a filmgyártás fővárosának hívni, mert Korda nagyon szerette volna kipróbálni. Amerikában a United Artists rendezője lett. Felesége színésznő volt, és addig minden filmben játszott, amit Korda rendezett. 1927-ben Mária karrierje kettétört, ugyanis akkor kezdődött a hangosfilm korszaka, s Hollywood összes stúdiója is hangosfilmre váltott. Máriának olyan erős akcentusa volt, hogy egy rendező sem akart vele dolgozni, még a saját férje sem. Ezért 1930-ban elváltak. Mária annyira megharagudott férjére, hogy még közös gyereküket is apja ellen nevelte, és élete végéig perekkel keserítette meg Korda életét. 
Ma sem lehet tudni milyen okból, de Korda nem érezte jól magát Hollywoodban, így 1931-ben Londonba költözött a fivéreivel. Ott alapította meg 1932-ben a London Films filmstúdiót és több kisebb stúdiót. Filmjei igazán látványosak voltak, ami a színes filmek megjelenésével csak fokozódott. Leghíresebb közülük az 1933-as VIII. Henrik magánélete, amely azonnal óriási nemzetközi filmsiker lett, és Oscar-díjra is jelölték.
Ezek után még több nagy sikerű filmet forgatott, mint például a Rembrandt (1936). Producerként többek között olyan filmek fűződnek még nevéhez, mint A dzsungel könyve és a III. Richárd. 
1942-ben Korda Sándor lett az első filmrendező, akit lovaggá ütöttek. 62 évesen szívrohamban hunyt el, Londonban. A Brit Filmakadémia az év legkiemelkedőbb filmjeinek járó díjat róla nevezte el. Ugyancsak ő a névadója az Etyeken létesített Korda Filmstúdióknak.

## Filmjei

### Magyarországon készült némafilmek
- A becsapott újságíró (1914)
- Tyutyu és Totyó (1915)
- Lyon Lea (1915)
- A tiszti kardbojt (1915)
- Fedora (más címen: Fehér éjszakák) (1916)
- A nagymama (1916)
- Mesék az írógépről (1916)
- A kétszívű férfi (1916)
- Az egymillió fontos bankó (1916)
- Ciklámen (1916)
- Vergődő szívek (1916)
- A nevető Szaszkia (1916)
- Mágnás Miska (1916)
- Szent Péter esernyője (1917)
- A gólyakalifa (1917)
- Mágia (1917)
- Harrison és Barrison (1917)
- Faun (1917)
- Az aranyember (1918)
- Mary Ann (1918)
- Ave Caesar! (1919)
- Fehér rózsa (1919)
- Yamata (1919)
- Se ki, se be (1919)
- A 111-es (1919)
- Liliom (1919) a vágási munkálatok híján befejezetlen maradt

### Bécsben készült némafilmjei
- Seine Majestät das Bettelkind (Koldus és királyfi) (1920)
- Herren der Meere (A tenger urai) (1922)
- Eine Versunkene Welt (Elsüllyedt világ) (1922)
- Samson und Delila; der Roman einer Opernsängerin (Sámson és Delila) (1922)

### Berlinben készült némafilmjei
- Das unbekannte Morgen (Az ismeretlen holnap) (1923)
- Jedermanns Frau (Mindenki asszonya) (1924)
- Tragödie im Hause Habsburg (Tragédia a Habsburg-házban) (1924)
- Der Tänzer meiner Frau (Őrült tánc) (1925)
- Madame wünscht keine Kinder (Madame nem akar gyereket) (1926)
- Eine Dubarry von heute (Modern Dubarry) (1927)

### Hollywoodi filmjei
- The Stolen Bride (Az ellopott menyasszony) (1927)
- The Private Life of Helen of Troy (Trójai Heléna magánélete) (1927)
- Yellow Lily (Sárga liliom) (1928)
- Night Watch (Éjjeli őrjárat) (1928)
- Love and the Devil (Szerelem és ördög) (1929)
- The Squall (A sikoltás) (1929)
- Her Private Life (Magánélet) (1929)
- Lilies of the Field (A mezők lilioma) (1930)
- Women Everywhere (Mindenütt asszonyok) (1930)
- The Princess and the Plumber (A hercegnő és a szerelő) (1930)
- That Hamilton Woman (Lady Hamilton) (1941)

### Párizsban készült filmjei
- Die Männer um Lucie (Férfiak Lucie körül) (1931)
- Rive Gauche (Balpart) (1931)
- Marius (1931)
- Zum Goldenen Anker (A Marius német változata) (1931)
- The Girl from Maxim's (A lány a Maximból) (1933)
- La Dame de Chez Maxim (A hölgy a Maximból) (1934)

### Nagy-Britanniában készült filmjei
- Service for Ladies (Szolgálat hölgyeknek) (1932)
- Wedding Rehearsal (Próbaesküvő) (1933)
- The Private Life of Henry VIII. (VIII. Henrik magánélete) (1933)
- The Private Life of Don Juan (Don Juan magánélete) (1934)
- Rembrandt (1936)
- Tüzek Anglia felett (1937)
- A bagdadi tolvaj (1940)
- Perfect Strangers (Tökéletes idegenek) (1945)
- An Ideal Husband (Eszményi férj) (1947)